# Bilskirnir

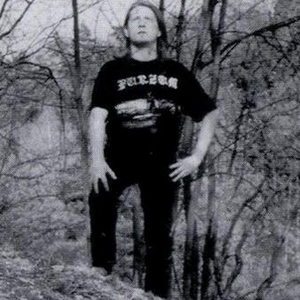
Маркус Хартманн, основатель и единственный постоянный участник группы

Bilskirnir — немецкая пейган-метал группа, основанная в 1996 году блэк-метал-музыкантом Маркусом Хартманном в качестве сольного проекта. Группа обрела большую известность на НСБМ-сцене.

## История группы
Bilskirnir — это проект, созданный Widar’ом (Markus Hartmann), известным по участию ещё в таких проектах, как Ulfhethnar, Wolves, Ødelegger и Evil, а также приглашённым в Front Beast, Hekate и Hunok. Bilskirnir образовался в Гессене (Германия) в 1996 году. Как видно из названия, Widar питает глубокую любовь к язычеству и мифологиям народов мира: Бильскирнир — чертог Тора в Асгарде из Скандинавской мифологии, являющийся там самым большим зданием — в нём 540 комнат, каждая из которых является жильё богов. Так же слово «Bilskirnir» на древнеисландском языке означает «удар молнии».
Первую известность в кругах НСБМ группа получила в 1998 году. В этом году в музыкальном журнале «Black Metal Almanach» появилось упоминание группы и небольшая статья о ней. В этой статье Маркус позиционировал себя как националиста, патриота и врага христианства.
За работу над первым демо для BIlskirnir «… bis Germanien erwacht» и его выпуск взялся известный немецкий неонацист и музыкант Хендрик Мёбус. Он же написал текст для песни «Der Rabengott». В 2001 году на демо «Feuerzauber» появился кавер на песню «Allvater Wotan» группы Landser. Группа поддерживается сразу несколькими лейблами и считается одной из успешнейших и наиболее продуктивных немецких пейган-металл групп, остающихся в андерграунде. На счету группы 4 записанных демо, 8 сплит-релизов и несколько мини-альбомов.
После выхода нескольких демо, миньона и компиляции в 2002 году выходит первый полноформатный альбом под названием «In Flames of Purification». Этот альбом впервые привлёк широкое внимание к проекту. В следующем году выше второй полноформатный альбом «Atavismus des Glaubens». За последующие четыре года проект выпускает несколько миньонов и сплитов. Третий полноформатный альбом, «Wotansvolk», увидел свет в 2007.

## Музыка группы
Официально на всех записях фигурирует лишь псевдоним Маркуса Widar. Периодически для записи приглашались сессионные музыканты, однако их имён по сей день нигде нет и достоверно не известно, кто работал с Маркусом в рамках этой группы.
На дебютном альбоме материал «сырой» и местами не лишён мелодичности, что приближает его к ранним работам Burzum и Graveland. Альбом Wotan Redivivus описан критиками как мелодичный и местами типичный блэк-металл. Музыку проекта также иногда сравнивают с группой Katatonia, каверы на две песни которой Хартманн записывал в рамках своего творчества.

## Дискография[2]

### Демозаписи
- 1997: For Victory We Ride (MC; Eigenproduktion)
- 2000: Bis Germanien erwacht (MC; Bøddel Productions, Silencelike Death Productions)
- 2001: Feuerzauber (MC; Hellflame Productions)
- 2002: Vorväter (MC; Wunjo Kunstschmiede Germanien)

### Студийные альбомы
- 2002: In Flames of Purification (CD/LP/MC; Tanhu Records, Perverted Taste)
- 2003: Atavismus des Glaubens (CD/MC/LP; Nykta, Perverted Taste) Wiederveröffentlichung 2009 via Nykta.
- 2007: Wotansvolk (CD/LP/MC; Wotanstahl Klangschmiede, Hammer Of Damnation, Stunde des Ideals Produktionen)
- 2013: Wotan Redivivus (CD/LP; Darker Than Black Records)

### EP
- 2001: For the Return of Paganism (7"; Hellflame Productions)
- 2004: Ahnenerbe (CD/12"/MC; Nykta, Einsatzkommando Productions, Old Pride Records)
- 2005: Hyperborea (CD/12"; Solistitium Records / Millenium Metal Records, Ancient Nation)
- 2006: Wolfswut (7"; Wotanstahl Klangschmiede / Obscure Abhorrence Productions)
- 2009: Totenheer (MC; Stunde Des Ideals Produktionen)
- 2011: Dem Feind Entgegen (CD; Dark Hidden Productions)
- 2012: Der Wolkenwanderer (7"; Darker Than Black Records)
- 2018: In Solitary Silence (CD/MC; Darker Than Black Records)

### Синглы
- 2011: Weltenbrand (7"; Eigenvertrieb)
- 2017: Lost Forever (CD; Darker Than Black Records)

### Сплит-записи с другими группами
- 2002: For the Return of Paganism / Kard, Kereszt, Korona с группой Szálasi (7"; Regimental Records)
- 2003: Die Wacht / Nehmt Mir Das Licht с группой Nordreich (7"/MC; Perverted Taste)
- 2003: Totenheer/Rammbock с группой Finsterwald (CD; Millenium Metal Music)
- 2007: Allied By Heathen Blood с группой Hunok (7"/MC; Tanhu Records, Wotanstahl Klangschmiede)
- 2008: German-Southern Brotherhood с группой Evil (CD/MC; Tanhu Records, Flammentod Produktionen Teutschland, Thor’s Hammer Productions)
- 2009: Under the Sign of the Hammer с группами Evil и Pantheon (7"; Darker Than Black Records)
- 2011: Lost Forever / Selbstmord с группой Barad Dûr (7"; Tanhu Records)
- 2012: Day / Nightly Kingdoms с группой Marblebog (7"; Turanian Honour Productions)
- 2015: …And The Birds Chant Died With The Light / Hidden Black Wisdom с группой Front Beast (7"; Darker Than Black Records)
- 2020: Anthems to the Temple of Fullmoon с группой Walsung (7"; Hammer of Damnation)

### Сборники
- 2001: For Victory We Ride…bis Germanien erwacht (MC; Beverina Productions)
- 2004: Furor Teutonicus (CD; Solistitium Records / Millenium Metal Music)
- 2016: Hammerschlag (1996—2002) (2xCD/3xLP; Neue Ästhetik / Purity Through Fire)